# Halové mistrovství světa v atletice
Halové mistrovství světa v atletice je mezinárodní atletický šampionát, který se odehrává pod záštitou IAAF, s malou výjimkou každé dva roky. Předchůdcem šampionátu byly Světové halové hry, které se konaly v roce 1985 v Paříži. V roce 1987 byl šampionát přejmenován na Halové mistrovství světa.

## Přehled šampionátů
| N°  | Ročník   | Město        | Země               | Datum konání                                                  | Místo konání                                   | Link                                             |
| --- | -------- | ------------ | ------------------ | ------------------------------------------------------------- | ---------------------------------------------- | ------------------------------------------------ |
| -   | SHH 1985 | Paříž        | Francie            | 18. ledna – 19. ledna 1985                                    | Bercy Arena                                    | ---                                              |
| 1.  | HMS 1987 | Indianapolis | USA                | 6. března – 8. března 1987                                    | Hoosier Dome                                   | Zde                                              |
| 2.  | HMS 1989 | Budapešť     | Maďarsko           | 3. března – 5. března 1989                                    | Budapest Sportcsárnok                          | Zde                                              |
| 3.  | HMS 1991 | Sevilla      | Španělsko          | 8. března – 10. března 1991                                   | Palacio de los Deportes Sevilla                | Zde                                              |
| 4.  | HMS 1993 | Toronto      | Kanada             | 12. března – 14. března 1993                                  | SkyDome                                        | Zde                                              |
| 5.  | HMS 1995 | Barcelona    | Španělsko          | 10. března – 12. března 1995                                  | Palau Sant Jordi                               | Zde                                              |
| 6.  | HMS 1997 | Paříž        | Francie            | 7. března – 9. března 1997                                    | Bercy Arena                                    | Zde                                              |
| 7.  | HMS 1999 | Maebaši      | Japonsko           | 5. března – 7. března 1999                                    | Green Dome Maebashi                            | Zde                                              |
| 8.  | HMS 2001 | Lisabon      | Portugalsko        | 9. března – 11. března 2001                                   | Pavilhão Atlântico                             | Zde                                              |
| 9.  | HMS 2003 | Birmingham   | Velká Británie     | 14. března – 16. března 2003                                  | National Indoor Arena                          | Zde                                              |
| 10. | HMS 2004 | Budapešť     | Maďarsko           | 5. března – 7. března 2004                                    | Papp László Budapest Sportaréna                | Zde                                              |
| 11. | HMS 2006 | Moskva       | Rusko              | 10. března – 12. března 2006                                  | Olympic Stadium                                | Zde                                              |
| 12. | HMS 2008 | Valencie     | Španělsko          | 7. března – 9. března 2008                                    | Luis Puig Palace                               | Zde                                              |
| 13. | HMS 2010 | Dauhá        | Katar              | 12. března – 14. března 2010                                  | Aspire Dome                                    | Zde                                              |
| 14. | HMS 2012 | Istanbul     | Turecko            | 9. březen – 11. březen 2012                                   | Ataköy Athletics Arena                         | Zde                                              |
| 15. | HMS 2014 | Sopoty       | Polsko             | 7. březen – 9. březen 2014                                    | Ergo Arena                                     | Zde                                              |
| 16. | HMS 2016 | Portland     | USA                | 17. březen – 20. březen 2016                                  | Oregon Convention Center                       | Zde                                              |
| 17. | HMS 2018 | Birmingham   | Velká Británie     | 1. březen – 4. březen 2018                                    | National Indoor Arena                          | Zde                                              |
| 18. | HMS 2020 | Nanking      | Čína               | 13. březen – 15. březen 2020 zrušeno kvůli pandemii covidu-19 | Nanjing Olympic Sports Center Gymnasium        | Zde Archivováno 16. 11. 2019 na Wayback Machine. |
| 19. | HMS 2022 | Bělehrad     | Srbsko             | 18. březen – 20. březen 2022                                  | Belgrade Arena                                 | Zde                                              |
| 20. | HMS 2024 | Glasgow      | Spojené království | 1. březen – 3. březen 2024                                    | Commonwealth Arena and Sir Chris Hoy Velodrome | Zde                                              |
| 21. | HMS 2025 | Nanking      | Čína               | 21. březen – 23. březen 2025                                  | Nanjing Olympic Sports Center Gymnasium        |                                                  |
| 22. | HMS 2026 | Toruň        | Polsko             | 20. březen – 22. březen 2026                                  | Arena Toruń                                    |                                                  |